# Lufira
Lufira – rzeka w południowo-wschodniej Demokratycznej Republice Kongo, mająca długość około 500 km.
Jej źródła znajdują się na płaskowyżu Katanga, na wysokości 563 m n.p.m., na południe od miasta Likasi. Uchodzi do prawego brzegu Lualaby.